# Incursión húngara en la península ibérica (942)

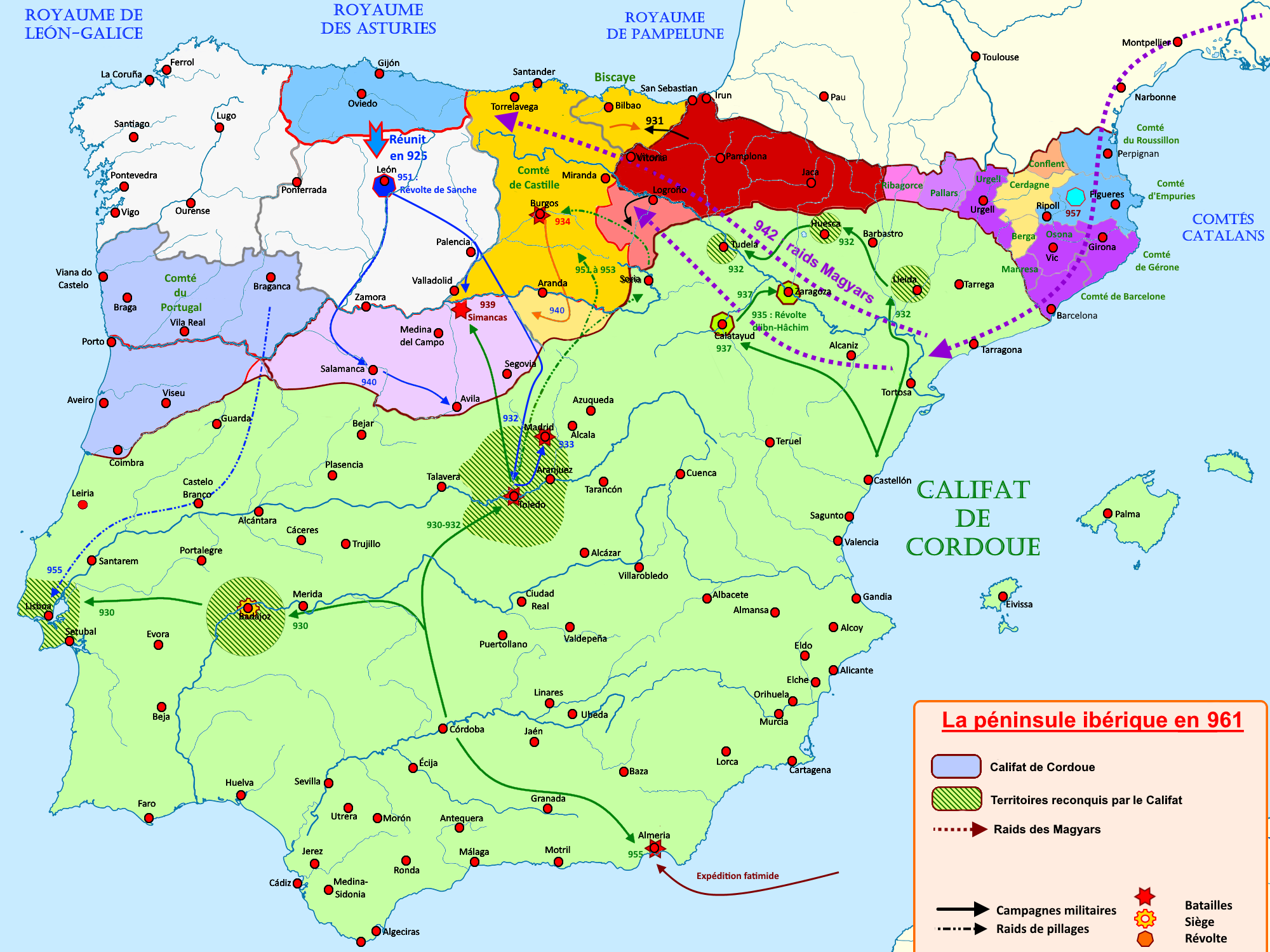
La península ibérica a mediados del. La línea de puntos morada en el noreste representa las incursiones húngaras.

En julio de 942 tuvo lugar una incursión húngara en la península ibérica. Este fue el lugar más occidental que los húngaros atacaron durante el período de su migración a Europa central, aunque en una previa incursión de 924-925, los húngaros saquearon Nimes y es posible que hayan llegado hasta los Pirineos.

## Desarrollo
La única referencia contemporánea a los húngaros que cruzaron los Pirineos hacia España se encuentra en al-Maʿsūdī, quien escribió que "sus incursiones se extienden a las tierras de Roma y casi hasta España". La única descripción detallada de la incursión de 942 fue conservada por Ibn Ḥayyān en su Kitāb al-Muqtabis fī tarīkh al-Andalus, que fue terminado poco antes de su muerte en 1076. Su relato de los húngaros se basa en una fuente perdida del siglo X. Según Ibn Ḥayyān, el grupo de asalto húngaro pasó por el Reino de los Lombardos (norte de Italia) y luego por el sur de Francia, con numerosas escaramuzas en el camino.  

### Llegada a la Marca Hispánica
Debido a la escasez de fuentes existen lagunas en la cronología, pero en verano de 942 habían llegado hasta la Marca Hispánica, dedicándose al pillaje en los condados de Besalú y Gerona y pasando frente a la ciudad de Barcelona sin atacarla antes de dirigirse hacia el oeste, entrado en territorio de la Marca Superior, también llamada Thaghr al-Aqṣā ("Marca más lejana"), la provincia fronteriza noroeste del Califato de Córdoba. 

### Asedio a Lérida
El 7 de julio de 942, el ejército principal inició el asedio de Lérida. Las ciudades de Lérida, Huesca y Barbastro estaban gobernadas por miembros de la familia Banū Ṭawīl. Los dos primeros estuvieron gobernados por Mūsa ibn Muḥammad, mientras que Barbastro estaba bajo el control de su hermano, Yaḥyā ibn Muḥammad.

### Ataque a Huesca
Mientras asediaba Lérida, la caballería húngara realizó incursiones hasta Huesca y Barbastro, donde capturaron a Yaḥyā en una escaramuza el 9 de julio.

"El que informó de sus asuntos dijo que su tierra está en el lejano oriente, y que los pechenegos son vecinos de ellos al este, que la tierra de Roma está en dirección a La Meca desde ellos, y que la tierra de Constantinopla está un poco al este de ellos. Al norte se encuentra la ciudad de Moravia y las demás ciudades de los eslavos. Al oeste de ellos están los sajones y los francos. Para llegar a tierra de Andalucía recorrieron un largo trecho [una parte del cual es] desierto [...] Su camino durante su marcha atravesó Lombardía, que los limita. Hay una distancia de ocho días entre ellos y Lombardía. Sus viviendas están a orillas del río Danubio y son nómadas como los árabes sin ciudades ni casas, que viven en tiendas de fieltro en lugares de descanso dispersos. [...] procedentes del país de los francos, después de vencer a cuantos encontraron en su paso, pararon a la altura de Lérida, a finales de marzo, el jueves, restando diez noches del mes de sawwal; los avances de su caballería los situaron en la llanura del valle de Ena, Cerratania y la ciudad de Huesca; y el sábado, tercer día de su campamento, hicieron cautivo a Yaḥyā ibn Muḥammad ibn aṭ-Ṭawīl, señor de Barbastro."

Ibn Ḥayyān también nombra a siete "líderes" húngaros; la palabra amīr es un término genérico para un gobernante o gobernador: 

"Pertenecieron a siete jefes [umaraʾ]. Entre éstos el mayor de dignidad se llamaba Dyila. Le seguía Ečer, (después) l·ḥ·w·d·y, (luego) Bosmān, l·x·s, ʿx·w·d y (por fin) ḥ·d·ḥ·d·y."

 Se ha propuesto que estos siete -Djila (Gyula), Ecser, Bulcsú, Bašman, Alpár, Glad y Harhadi- eran los comandantes de los siete contingentes que componían el ejército invasor, pero es mucho más probable que Ibn Ḥayyān simplemente esté registrando a los siete jefes míticos de las tribus húngaras. Quizás se base en una fuente bizantina. En la tradición posterior, Alpár y Glad fueron recordados como enemigos derrotados de los húngaros. György Györffy sostiene que una "reorganización del poder" después del 942 hizo que fueran recordados de esta manera.

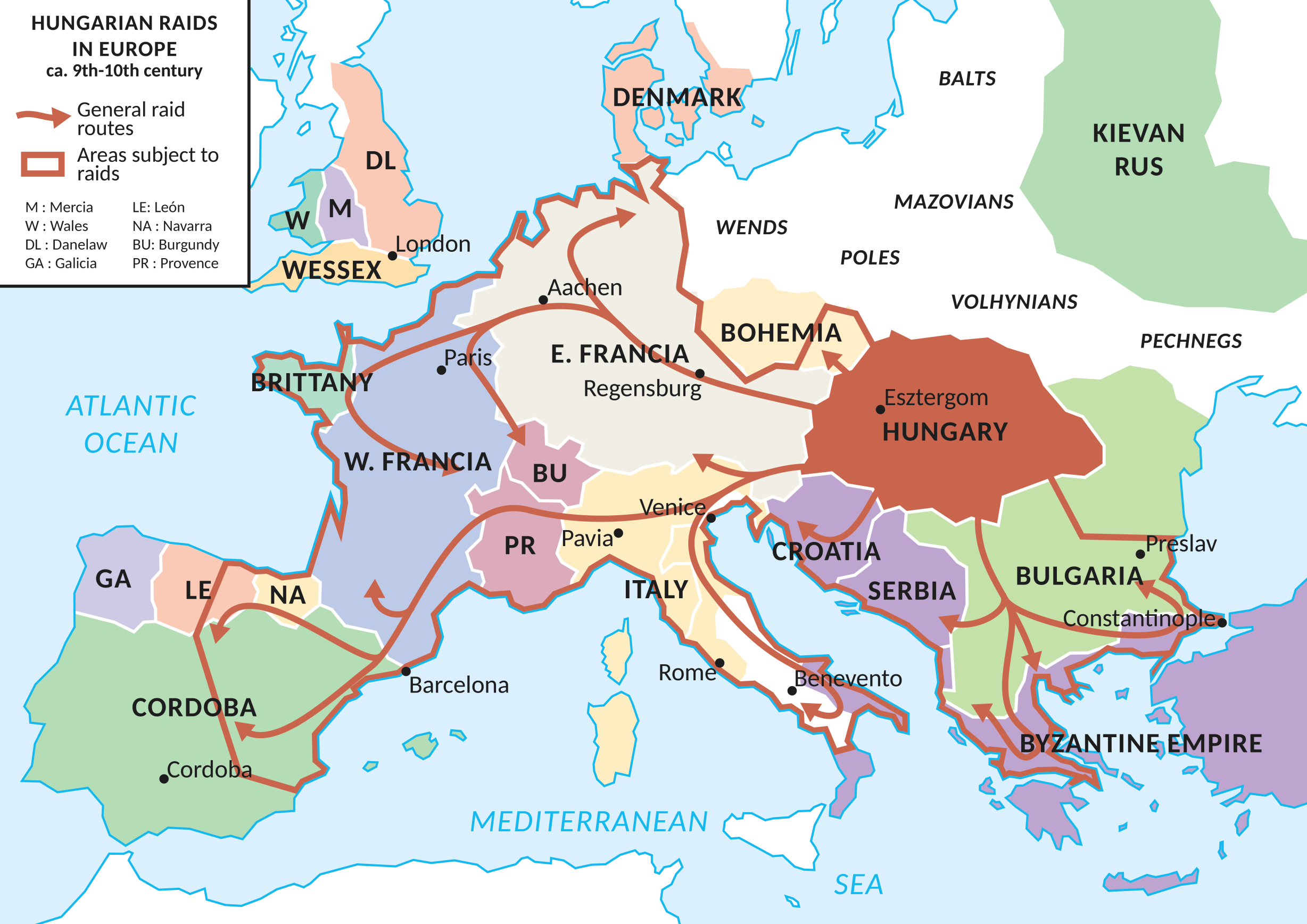
Reconstrucción de las principales rutas de la campaña de incursiones húngaras en Europa en el.

La información sobre la ubicación de Hungría, sus líderes y la ruta del ejército invasor pudo proceder de cinco húngaros capturados que, según Ibn Ḥayyān, se convirtieron al Islam y fueron incorporados a la guardia califal. Yaḥyā pagó un gran rescate y fue puesto en libertad el 27 de julio. Posteriormente acudió a Córdoba para rendir homenaje al califa ʿAbd ar-Rahmān III an-Nasir :

"Después ellos [los cautivos] se hicieron musulmanes y él los incluyó en su servicio. Desde la lejana Tortosa llegó la noticia, el primer día del mes de muḥarram del año siguiente 331 [14 de septiembre de 942], del rescate de Yaḥyā ibn Muḥammad ibn aṭ-Ṭawīl de manos de estos turcos mediante una gran suma que les pagó, con lo cual Dios alivió su situación el miércoles, diez de ḏū l-qaʿdah [27 de julio de 942], [después de lo cual] fue a la capital para renovar su homenaje a an-Nasir."

### Retirada
Al carecer de provisiones de alimentos y al no encontrar suficiente forraje, los húngaros se retiraron al cabo de poco tiempo, atravesando de nuevo los Pirineos hacia agosto o principios de septiembre de 942. Según Ibn Ḥayyān, fueron las noticias de las incursiones y el miedo que difundieron entre los musulmanes lo que inspiró al rey Ramiro II de León a repudiar el tratado que había firmado con el califa el año anterior (941):

"Cuando el enemigo de Dios, Ramiro Ordóñez, supo de la aparición de los turcos en la Marca de Lérida y del miedo de los musulmanes de aquella región, trató de sacar provecho, violando las promesas que había jurado solemnemente ante los obispos y monjes., [limitando así] los pretextos que podía tener ante los dignatarios de su propia religión—enviando al señor de Castilla [ Qaštlīya ], Fernán González [ Ibn Gundišalb ], con un ejército entrenado en apoyo de su yerno, García Sánchez, señor de Pamplona, en la guerra contra los musulmanes."

De hecho, el conde Fernán González, que comandaba la región fronteriza de Castilla, ya cooperaba con el rey García Sánchez I de Pamplona en la guerra de este último con el califato, meses antes de la llegada de los húngaros. La verdadera motivación de Ramiro probablemente fue evitar el desprestigio, ya que estaba casado con Urraca, hermana de García.
En algún momento entre 939 y 943, Ermengol, el hijo mayor de Sunyer, conde de Barcelona, "murió en batalla en Baltarga sin hijos" (apud Baltargam bello interfectus sine filio) según la Gesta Comitum Barchinonensium del siglo XII. El historiador Albert Benet ha sugerido que esta "batalla de Baltarga", por lo demás desconocida, debió ser contra los húngaros.